# Epicauta texana
Epicauta texana är en skalbaggsart som beskrevs av Werner 1944. Epicauta texana ingår i släktet Epicauta och familjen oljebaggar. Inga underarter finns listade i Catalogue of Life.